# Харви, Алекс (лыжник)
Алекс Харви (фр. Alex Harvey; род. 7 сентября 1988, Сен-Ферреоль-ле-Неж, Квебек) — канадский лыжник, двукратный чемпион мира, участник трёх Олимпийских игр (2010, 2014, 2018). Универсал, выступал как в спринтерских, так и в дистанционных гонках.

## Карьера
В Кубке мира Харви дебютировал в 2008 году, в январе 2009 года впервые попал в тройку лучших на этапе Кубка мира, в командном спринте. Всего на сегодняшний день имеет на своём счету 13 попаданий на подиум на этапах Кубка мира.
На Олимпиаде-2010 в Ванкувере стартовал в пяти гонках: 15 км — 21-е место, масс-старт 50 км — 32-е место, дуатлон 15+15 км — 9-е место, эстафета — 7-е место, командный спринт — 4-е место.
За свою карьеру принимал участие в пяти чемпионатах мира (2009, 2011, 2013, 2015, 2017). На чемпионате мира 2009 его лучшим результатом стало 5-е место в эстафете, а в 2011 он стал чемпионом мира в командном спринте вместе с Девоном Кершоу. На чемпионате мира 2013 года стал бронзовым призёром личного спринта классическим стилем. В 2015 году в Фалуне Харви завоевал две медали: серебро в спринте и бронзу в скиатлоне.
На чемпионате мира 2017 годав финском Лахти выиграл личную золотую медаль в заключительной марафонской гонке на 50 км свободным стилем, что стало наивысшим достижением в его спортивной карьере.
По итогам Кубка мира 2013/14 занял 3-е место в общем зачёте.
В феврале 2019 года заявил о завершении карьеры после сезона 2018/19.
Использовал лыжи, ботинки и крепления Salomon.